# Alberts underliga resa
Alberts underliga resa var en svensk TV-serie i tio delar från 1982 i regi av Görel Hallström, med manus av Anna Roll och musik av Anna Roll och Anders Linder.
Serien hade premiär på SVT1 den 25 december 1982 och har gått i repris från den 9 januari till 13 mars 1997. 
Senare gjorde Anders Linder och Kerstin Wikström en scenversion av serien.

## Handling
Albert är en helt vanlig kille i sexårsåldern som går på dagis. Tyvärr är han allergisk mot pälsdjur. När kompisarna på dagis har bildat en djurägarklubb får Albert inte vara med och det hjälps inte att han köper fiskar som husdjur eftersom det inte går att krama fiskar.
Albert vill inte gå till dagis och som tröst bestämmer hans mamma att de ska gå till djurparken för att titta på vilda djur. Han träffar där en isbjörn, Albert berättar för isbjörnen att han kan rymma genom att gräva ett hål i grottan han har bakom sig. Isbjörnen ger då Albert en särskild blick. När det är kväll och Albert har lagt sig drömmer han en konstig dröm om djur som ger honom i uppgift att ta reda på något på Riksmuseet. Albert bestämmer sig då för att besöka det och när han väl är där med en guidegrupp stannar han kvar på djuravdelningen. Ett dinosaurieskelett som står där börjar tala till Albert om ett underligt uppdrag och ger honom goda råd som han ska ta med sig inför färden. Skelettet ber Albert att gå till Linnés avdelning för att ta en broschyr där skelettet har nedtecknat sitt råd. Skelettet ber Albert att hälsa på Storsjöodjuret, som finns vid Storsjön där Alberts morfar bor.
Albert bestämmer sig för att hälsa på sin morfar och när han väl är där hör han sin morfars granne prata om Storsjöodjuret. Albert ser Storsjöodjuret som kommer fram till honom och berättar om dinosaurierna och tillkomsten. En häst med en vagn släpande efter sig anländer till Albert och Storsjöodjuret, Albert lyckas övertala hästen att få upp Storsjöodjuret på vagnen och tillsammans börjar de ge sig ut på en lång resa. På vägen träffar de senare Rivna Renen och Vilda Vicke Ensamvarg. Tillsammans ska de komma på ett sätt att rädda jorden och Djurriksdagen.

## Avsnitt
1. Skelettets uppdrag 1982-12-25 repriserat 1997-01-09
2. Storsjöodjuret Arvid från Arvidsjaur 1983-01-01 repriserat 1997-01-16
3. Den sista hästen 1983-01-07 repriserat 1997-01-23
4. Rivna renen 1983-01-15 repriserat 1997-01-30
5. Vilda Vicke Ensamvarg 1983-01-22 repriserat 1997-02-06
6. Den första människan, kalufsdjuret 1983-01-29 repriserat 1997-02-13
7. Gubben som inte ville äta 1983-02-05 repriserat 1997-02-20
8. Liv i fara 1983-02-12 repriserat 1997-02-27
9. Med björnen mot djurriksdagen 1983-02-19 repriserat 1997-03-06
10. Rädda klotet 1983-02-26 repriserat 1997-03-13

## Rollista
- Joel Blom - Albert
- Gay Lundin - Dröm-Albert
- Maria Hansson Bandobranski - Alberts mamma
- Emelie Werkö - Katrin
- Christina Hellman - Katrins mamma
- Annika Levin Dagisfröken
- Asko Sarkola - Museiguiden
- Olof Lindfors - Alberts morfar
- Per Hallström - Morfars granne
- Björn Gedda - Storsjöodjuret
- Martin Ljung - Bortsprungna hästen
- Anna-Lotta Larsson - Rivna renen
- Hannah Laustiola - Renens sånger
- Lena Willemark - Renens sånger
- Sophie Palmstierna - Renkalven
- Tommy Körberg - Vilda Vicke Ensamvarg
- Vazgen Zarouki - Örnen
- Margareta Gudmundson - Älgen
- Nils Utsi  - Ante
- Anna-Maria Blind - Lisa
- Oscar Ljung - Gubben
- Lars Dejert - Gubbens son
- Marie-Louise Werklund Gubbens sonhustru
- Inga-Märta Fröman - Sjuksköterskan
- Eva Gröndahl - Liv
- Jan-Erik Emretsson - Evert
- Åke Lindman  - Isbjörnen
- Eva Roos - Sälen
- Lars-Erik Friberg - Polis
- Tomas Tjerneld - Polis
- Jonas Hallberg - Djurparksdirektören
- Anders Linder - Berättarröst